# NGC 1277
NGC 1277 je lećasta galaksija u zviježđu Perzej. Otkrio ju je Lawrence Parsons 4. prosinca 1875.

## Vanjske poveznice
- SEDS: NGC 1277